# Unserdeutsch
Unserdeutsch is een Creoolse taal van Hoogduitse afkomst. De taal is ontstaan in Papoea-Nieuw-Guinea en wordt behalve daar tegenwoordig ook nog gesproken in het noordoosten van Australië en het westen van Nieuw-Brittannië (het voormalige Nieuw-Pommeren).
Er zijn minder dan 100 sprekers van het Unserdeutsch over, waarvan de meesten op gevorderde leeftijd zijn. Dit betekent dat het zeer waarschijnlijk is dat de taal op korte termijn zal uitsterven. Alle sprekers van het Unserdeutsch spreken daarnaast een of meer van de volgende talen: Hoogduits, Engels, Kuanua of Tok Pisin. Op deze laatste creooltaal heeft het Unserdeutsch vermoedelijk grote invloed uitgeoefend.

## Voorbeeld
Het volgende Bahai-gebed is in het Unserdeutsch:
I bezeugen, O mein Gott, Du has geschaffen mi, fi erkennen du und fi beten zu du. I bezeugen in diese Moment mein Schwäche und dein Mach, mein Armut und dein Reichtum. Is ni ein anders Gott, nur Du, de Helfer in Gefahr, de Selbstbestehender.
In Standaardduits wordt dit:
Ich bezeuge, o mein Gott, dass Du mich erschaffen hast, Dich zu erkennen und anzubeten. Ich bezeuge in diesem Augenblick meine Ohnmacht und Deine Macht, meine Armut und Deinen Reichtum. Es gibt keinen Gott außer Dir, dem Helfer in Gefahr, dem Selbstbestehenden.
De Nederlandse vertaling:
"Ik getuig ervan, o mijn God, dat U mij hebt geschapen, ik erken en aanbid U. Ik getuig op dit ogenblik van mijn onmacht en Uw macht, van mijn armoede en uw rijkdom. Er is geen andere God dan u, de helper in gevaar, de zelfbestaande".